# Пишненська сільська рада (Долинський район)
Пишненська сільська рада — орган місцевого самоврядування у Долинському районі Кіровоградської області з адміністративним центром у с. Пишне.

## Населені пункти
Сільській раді підпорядковані населені пункти:
- с. Пишне
- с. Червоне

## Склад ради
Рада складається з 12 депутатів та голови.

### Керівний склад ради
| ПІБ                          | Основні відомості                                                                                         | Дата обрання | Дата звільнення |
| ---------------------------- | --- | ------------ | --------------- |
| Корнієнко Валентина Іванівна | Сільський голова, 1962 року народження, освіта, член Соціалістичної партії України                        | 26.03.2006   | 01.09.2008      |
| Зайцева Валентина Василівна  | Сільський голова, 1968 року народження, освіта, член Партії регіонів                                      | 30.11.2008   | 31.10.2010      |
| Кучук Ірина Василівна        | Сільський голова, 1961 року народження, освіта середня спеціальна, Всеукраїнське об'єднання 'Батьківщина' | 31.10.2010   |                 |

Примітка: таблиця складена за даними джерела

## Населення
За переписом населення України 2001 року в сільській раді мешкали 373 особи.

### Мова
Розподіл населення за рідною мовою за даними перепису 2001 року:
| Мова       | Відсоток |
| ---------- | -------- |
| українська | 91,96 %  |
| російська  | 8,04 %   |